# Новаће
Новаће (мкд. Новаќе) су насеље у Северној Македонији, у северозападном делу државе. Новаће припадају општини Боговиње.

## Географија
Насеље Новаће је смештено у северозападном делу Северне Македоније. Од најближег већег града, Тетова насеље је удаљено 10 km јужно.
Новаће се налазе у горњем делу историјске области Полог. Насеље је положено на источним падинама Шар-планине, која се километар западно спушта у плодно и густо насељено Полошко поље. Надморска висина насеља је приближно 760 метара.
Клима у насељу је планинска због знатне надморске висине.

## Становништво
Новаће су према последњем попису из 2021. године имале 174 становника.
| Национални састав према попису из 2021.‍ | Национални састав према попису из 2021.‍ | Национални састав према попису из 2021.‍ | Национални састав према попису из 2021.‍ | Национални састав према попису из 2021.‍ |
| --------------------------------------- | --------------------------------------- | --------------------------------------- | --------------------------------------- | --------------------------------------- |
|                                         |                                         |                                         |                                         |                                         |
| Албанци                                 | Албанци                                 |                                         | 167                                     | 95,9%                                   |
| непописани                              | непописани                              |                                         | 7                                       | 4,1%                                    |

Већинска вероисповест је ислам.